# Lhota (Trutnov)
Lhota je původně samostatná ves Lhota u Trutnova, od roku 1981 část okresního města Trutnov. Nachází se asi 5,5 km na východ od centra. Do části města Lhota patří i sousední čtvrť Bezděkov (až do konce roku 1980 osada samostatné obce Lhota u Trutnova, poté spolu s ní součást Trutnova a jako osada se již neuvádí) a malá osada Peklo v těsném sousedství vsi Petříkovic. Lhota leží v katastrálním území Lhota u Trutnova o rozloze 3,35 km2 a Bezděkov u Trutnova o rozloze 1,46 km2. V roce 2009 zde bylo evidováno 80 adres, v roce 2001 zde trvale žilo 147 obyvatel.
Lhota se rozkládá v těsném údolí Lhoteckého potoka při silnici z Poříčí do Bezděkova. Klidný a romantický ráz vsi byl v dobách budování socialismu výrazně změněn. Nejprve postihlo obyvatele Lhoty zprovoznění nedaleké poříčské tepelné elektrárny, která je sice schována za kopcem, ale převažující západní vítr takřka všechen popel z komínů zanášel právě na Lhotu. To se podařilo snížit na minimum až po přestavbě elektrárny v 90. letech. Dalším zásahem bylo zbourání kaple Panny Marie a u ní stojící sochy sv. Jana v centru obce, pod záminkou vybudování cesty k nové samoobsluze. Největším zásahem, který se stále odráží ve vzhledu Lhoty a Bezděkova, je nadzemní vedení dálkového parovodu z elektrárny do Radvanic. Potrubí různě kličkuje podél páteřní ulice a některé domy doslova odřízlo od světa. Plány na přeložku potrubí na okraj obce, či jeho ukrytí pod silnici jsou zdá se v nedohlednu.
Do Lhoty vede autobusová linka trutnovské MHD č. 4, která zde má konečnou. Přes Lhotu prochází železniční trať 047 Trutnov – Teplice nad Metují se zastávkou Lhota u Trutnova, ale ta se nachází až na okraji katastru, navíc přes kopec daleko od zástavby. Lhota je východiskem na Čížkovy kameny (Kozí kameny) s množstvím pískovcových skal a skalním mořem.